# Восьмой аул
Восьмо́й ау́л (каз. Сегізінші ауыл) — упразднённое село в Абайском районе Карагандинской области Казахстана. Входило в состав Есенгельдинского сельского округа. Код КАТО — 353241205. Ликвидировано в 2011 году.

## Население
В 1999 году население села составляло 98 человек (50 мужчин и 48 женщин). По данным переписи 2009 года, в селе проживало 55 человек (32 мужчины и 23 женщины).